# Кристина Мария фон Липе-Браке
Кристина Мария/Кристиана Мария фон Липе-Браке (на немски: Christina Maria zur Lippe-Brake; Christiane Marie zur Lippe zu Brake) е графиня от Липе-Браке и чрез женитба графиня на Бентхайм-Текленбург, Текленбург, госодарка на Реда и графиня на Лимбург.

## Биография
Родена е на 26 септември 1673 година в Браке в Лемго. Тя е дъщеря на граф Казимир фон Липе-Браке (1627 – 1700) и съпругата му графиня Анна Амалия фон Сайн-Витгенщайн-Хомбург (1641 – 1685), дъщеря на граф Ернст фон Сайн-Витгенщайн-Хомбург (1599 – 1649) и графиня Елизабет фон Сайн-Витгенщайн (1609 – 1641).
Сестра е на граф Руфолф фон Липе-Браке (1664 – 1707) и на Хедвиг София (1669 – 1738), омъжена 1685 г. за граф Лудвиг Франц фон Сайн-Витгенщайн-Берлебург (1660 – 1694).
Кристина Мария фон Липе-Браке умира на 31 януари 1732 г. на 58 години в Бозфелд (днес в Реда-Виденбрюк), Северен Рейн-Вестфалия. Погребана е в Реда.

## Фамилия
Кристина Мария фон Липе-Браке се омъжва на 3 януари 1696 г. в Браке в Лемго за граф Фридрих Мориц фон Бентхайм-Текленбург-Реда (* 27 октомври 1653; † 13 декември 1710), третият син на граф Мориц фон Бентхайм-Текленбург (1615 – 1674) и принцеса Йохана Доротея фон Анхалт-Десау (1612 – 1695). Тя е втората му съпруга. Те имат три деца: 
- Йохана Луиза фон Бентхайм-Текленбург-Реда (* 8 юни 1696; † 1 ноември 1735), омъжена на 28 декември 1727 г. за граф Карл Вилхелм фон Сайн-Витгенщайн-Берлебург-Карлсбург (1693 – 1749)
- София Амалия Doroteq фон Бентхайм-Текленбург-Реда (* 10 януари 1698; † 20 юли 1753), абатиса на Елзай през 1736 г.
- Мориц Казимир I фон Бентхайм-Текленбург-Реда (* 28 септември 1701; † 2 юни 1768), граф на Бентхайм-Текленбург-Реда, женен I. за графиня Албертина Хенриета фон Изенбург-Бюдинген в Меерхолц (1703 – 1746), II. 1750 г. за графиня Амалия Елизабет Сидония фон Бентхайм-Щайнфурт (1725 – 1782)